# 零真似
零真似（ぜろまに）は、日本のライトノベル作家である。旧名義に「余命零」がある。

## 概要
香川県出身。18歳のとき、インターネットで執筆していた長編ケータイ小説を規定枚数に収め、電撃小説大賞に応募し、二次落選したのが初めての小説賞への応募だったと語っている。一度、創作活動からは離れて大学では演劇と哲学を中心に学んだが、後に小説賞への投稿を再開した。第21回スニーカー大賞《秋》では『まるで人だな、ルーシー』で優秀賞を獲得し、2017年に同作でデビューを果たした。第14回小学館ライトノベル大賞では余命零名義で投稿した作品「デッドリーヘブンリーデッド」でガガガ賞を受賞し、後に書籍の刊行にあたって名義を零真似、タイトルを『君はヒト、僕は死者。世界はときどきひっくり返る』に変更している。

## 作品一覧
- 『まるで人だな、ルーシー』、イラスト：ゆきさめ、KADOKAWA〈角川スニーカー文庫〉、全2巻
  1. 2017年2月1日発売[8]、ISBN 978-4-04-105288-4
  2. 2017年5月1日発売[9]、ISBN 978-4-04-105289-1
- 『いずれキミにくれてやるスーパーノヴァ』、イラスト：Aちき、KADOKAWA〈角川スニーカー文庫〉、2018年3月1日発売[10]、ISBN 978-4-04-106816-8
- 『君はヒト、僕は死者。世界はときどきひっくり返る』、イラスト：純粋、小学館〈ガガガ文庫〉、2020年7月17日発売[11]、ISBN 978-4-09-451855-9
- 『がらんどうイミテーションラヴァーズ』、イラスト：むっしゅ、KADOKAWA〈電撃文庫〉、2024年10月10日発売[12]、ISBN 978-4-04-915795-6
- 『勇者は論理で死に絶える』、イラスト：色素、KADOKAWA〈電撃文庫〉、2025年7月10日発売[13]